# آن وارنر (شناگر)
آن وارنر (به انگلیسی: Anne Warner) (زادهٔ ۷ ژانویهٔ ۱۹۴۵) شناگر اهل ایالات متحده آمریکا است.